# Білащенко Георгій Васильович
Георгій Васильович Білащенко (14 квітня 1865–1927) — російський живописець і педагог.

## Біографія
Народився 2 [14] квітня 1865 року. Протягом 1893—1897 років навчався в Петербурзькій академії мистецтв, був учнем Володимира Маковського. У 1893 та 1894 роках нагороджений малими заохочувальними медалями. 1895 року отримав звання класного художника 3-го ступеня, а у 1897 році за картину «Вій» удостоєний звання художника.
Мешкав у Санкт-Петербурзі, після 1920 року — у Благовєщенську, де став організатором і одним із викладачів художньо-промислового училища. Помер біля 1927 року.

## Творчість
Автор пейзажів, жанрових картин і замальовок переважно на сюжети українського життя. Малював для журналу «Нива» (1889 — «Останній день малоросійського весілля», «Кобзар в Запоріжжі»). Разом з іншими художниками брав участь у розписі Вознесенського собору в Новочеркаську.
Брав участь у виставках з 1901 року. Експонувався на виставці Товариства російських акварелістів (Blanc et noir, 1901) у Санкт-Петербурзі.